# استخوانی‌سران
استخوانی‌سران (نام علمی: Oestocephalidae) نام یک تیره از راسته پنهان‌پایان است.